# Castelul Styrum
Castelul Styrum se află situat în cartierul Styrum din orașul Mülheim an der Ruhr, castelul până în 1067 este curte regală în timpul regelui Heinrich IV (1050–1106), care cedează castelul ducelui de Limburg-Styrum. În anul 1986 castelul a fost renovat și declarat monument istoric.